# Liza Kerob
Liza Kerob, née le 5 juillet 1973 à Tours (Indre-et-Loire), est une violoniste française.

## Biographie
Liza Kerob commence le violon à l'âge de cinq ans au Conservatoire à rayonnement régional de Tours où elle obtient, à quinze ans, un Premier Prix à l'unanimité dans la classe de Christophe Poiget. Cette même année, elle est admise au Conservatoire national supérieur de musique et de danse de Paris (CNSMPD) dans la classe de Gérard Poulet.
Elle y obtient, en 1991, un Premier Prix à l'unanimité de musique de chambre dans la classe de Michel Strauss et un Premier Prix à l'unanimité de violon, en 1992.
Liza Kerob part ensuite pour les États-Unis : d'abord à Philadelphie où elle est admise à l'Institut Curtis, dans la classe d'Aaron Rosand. Elle en sort en 1996 avec le diplôme Bachelor Degree, puis poursuit ses études à la Juilliard School de New York dans la classe de Glenn Dicterow (en) où elle obtient en 1998 le diplôme de Master Degree. Elle se perfectionne également auprès de concertistes et professeurs comme Eduard Schmieder (en), Hermann Krebbers (en), Erick Friedman (en), Felix Galimir (en) et Viktor Danchenko.

### Supersoliste de l'Orchestre philharmonique de Monte-Carlo
En mai 2000, elle gagne le concours de supersoliste à l'Orchestre philharmonique de Monte-Carlo sous la direction de Marek Janowski, poste qu'elle occupe depuis lors.
Elle partage régulièrement la scène avec des concertistes de renom parmi lesquels Vadim Repin, Roustem Saïtkoulov, Vahan Mardirossian , Laurent Wagschal, Nicolas Bringuier, Gary Hoffman, Gérard Poulet, Eric-Maria Couturier, Stanimir Todorov, Jean-François Zygel, Shani Diluka,Olivier Charlier, Patrice Fontanarosa, Jean Ferrandis, Georges Pludermacher.

### Soliste
Elle joue les concertos de Johannes Brahms, Piotr Ilitch Tchaïkovski, Édouard Lalo, Jean Sibelius, Ludwig van Beethoven, Antonín Dvořák, Aram Khatchatourian, Félix Mendelssohn, Max Bruch... accompagnée par de grands chefs d'orchestre comme Marek Janowski, Walter Weller, Lawrence Foster, Gianluigi Gelmetti, Kazuki Yamada, Pascal Rophé, Alexandre Bloch et par les orchestres symphoniques de Tours, d'Avignon-Provence, de Douai, de Mulhouse, de Châteauroux, de l'Orchestre Philharmonique de Sarajevo, de l'Orchestre Régional de Cannes-Provence-Alpes-Côte d'Azur , de l'orchestre de Mâcon, de l'orchestre de l'Opéra de Massy, de l'Orchestre symphonique de Samara (Russie 2012), de l'orchestre des Virtuoses de France, de l'Orchestre de la Garde républicaine, du Jupiter Symphony de New York, des orchestres de l'Université Mayor, de la Serena, de Valdivia au Chili, de l'Orchestre symphonique de Pampelune (Espagne), de l'orchestre du Havre, de l'Orchestre Symphonique Divertimento, de l'orchestre de l'Opéra de Toulon, de l'Orchestre philharmonique de Turku (Finlande) et de l'Orchestre philharmonique de Monte-Carlo,.
Depuis 2012, elle est régulièrement invitée à se produire en tant que supersoliste avec l'Orchestre national du Capitole de Toulouse.

### Chambriste
Elle est la violoniste du Trio Alliance, entourée de Dominique Vidal à la clarinette et de Jean-Pascal Meyer au piano. Ensemble, ils ont réalisé un enregistrement en 2004 sous le label VIP Conseils, intitulé Voyage en Russie qui regroupe des œuvres russes et slaves.
Elle a aussi créé en 2013 le Trio Goldberg de sa rencontre avec le violoncelliste Thierry Amadi (1er violoncelle solo à l'Orchestre Philharmonique de Monte-Carlo) et avec l'altiste Cyrille Mercier. Ce dernier est remplacé désormais par Federico Hood (1er alto solo à l'Orchestre Philharmonique de Monte-Carlo). Le Trio Goldberg aborde un large répertoire allant de Mozart à Schnittke, dont les Variations Goldberg de Jean-Sébastien Bach. Elles ont été écrites pour le clavecin puis transcrites par Dmitry Sitkovetsky pour trio à cordes. Le Trio Goldberg en a réalisé un enregistrement en 2013, sous la direction de Karel Valter, paru sous le label OPMC Classics. 
En 2018, le trio Goldberg enregistre son deuxième album intitulé De l'ombre à la lumière sous le label ARS Produktion qui regroupe des œuvres de G. Klein, M. Weinberg, E. Dohnanyi et J. Cras. La revue Diapason a attribué à ce cd 5 diapasons/5 (numéro de mars 2019). Cette même année, le trio Goldberg obtient la médaille d'or, avec haute distinction, lors du Vienna International Music Compétition. 
En février 2020, le trio Goldberg a enregistré son troisième CD intitulé "De Paris à Moscou". Il regroupe des œuvres de Schubert, Enesco, Krása, Kodaly, Françaix, Taneyev. Ce disque sorti en juillet 2020 obtint de nombreuses récompenses et critiques élogieuses dont 5 Diapasons dans le magazine éponyme. Le Trio Goldberg a aussi remporté le prix de la critique allemande 2020 pour ce disque (Preis der Deutschen Schallplatten Kritik). 
Sortira en 2021 sous le label Europ&Art l'intégrale des quatuors avec flûte de Mozart que le Trio Goldberg a enregistré avec le flûtiste Jean Ferrandis.

## Des récitals dans de nombreux festivals
Elle est invitée dans de nombreux festivals en France et à l'étranger comme La Folle Journée de Nantes ,  (2015-2016-2017-2020) et la Folle Journée d'Iekaterinbourg (Russie 2016), les Flâneries Musicales de Reims, le Festival de Chaillol, les Musicales du Trophée des Alpes à La Turbie, le Festival d'Évian, Souffle d’Été à Cambo-les-Bains, le Festival du Mont d'Or, les Moments Musicaux de Touraine, le Festival du Boucard, C'est pas classique Nice, les Nuits d'été de Mâcon, les Nuits Musicales de Mougins, les Musicales de Montsoreau, le Festival Franz Liszt à Tourrette-Levens, Connaissance des Jeunes Interprètes à Gavaudun ,,,, le Festival au Château de Wonfurt (Allemagne 2007), le Festival de Yeosu en Corée du Sud (2017), À portée de rue à Castres (2018), les Grandes Heures de Cluny (2018), le Festival d'Entrecasteaux (2019).

## Récompenses
Elle obtient de nombreux prix internationaux dont le Premier prix au concours de Lutèce (1992), le Premier prix au concours Vatelot, le Deuxième grand prix au concours de Douai (1996), le Premier prix au concours Artists international de New York (1998) et le Quatrième Prix au concours Pablo de Sarasate en Espagne (1999).
Liza Kerob est lauréate de la Fondation Natexis depuis 1995.

## Discographie
- 2003 : Les violons de Liza avec la participation de Philippe Ours (piano), Chiara Iacovidou (piano), Luis Manresa (basse), Michael Nootbaert (batterie) sous le label VIP Conseils.
- 2004 : Voyage en Russie avec le Trio Alliance: Liza Kerob (violon), Dominique Vidal (clarinette), Jean-Pascal Meyer (piano) sous le label VIP Conseils.
- 2005 : Ramon Lazkano avec le jeune Orchestre National d'Espagne, Liza Kerob, Thierry Amadi...sous le label le Chant du Monde.
- 2014 : Variations Goldberg avec le Trio Goldberg: Liza Kerob (violon), Cyrille Mercier (alto) et Thierry Amadi (violoncelle) sous le label OPMC Classics.
- 2017 : Hector Berlioz Symphonie fantastique et en soliste Rêverie et Caprice, dirigé par Kazuki Yamada sous le label OPMC classics.
- 2018 : De l'ombre à la lumière avec le Trio Goldberg, sous le label ARS Produktion qui regroupe des œuvres de G. Klein, M. Weinberg, E. Dohnanyi et J. Cras.
- 2020 : Paris-Moscou avec le Trio Goldberg sous le label ARS Produktion qui regroupe des oeuvres de Enesco, Kodaly, Krasa, Françaix, Schubert.
- 2021 : Intégrale des quatuors avec flûte de Mozart par le Trio Goldberg et le flûtiste Jean Ferrandis sous le label Europ&Art.
- 2024 : Les Trios opus 9 de Beethoven avec le Trio Goldberg, sous le label ARS Produktion.
- 2024 : "Mozart Akademie", avec le Trio Goldberg et David Bismuth au piano, sous le label Ame SON. Ce CD est consacré à Mozart avec, entre autres le quatuor avec piano en sol mineur.
- 2024 : Solos de violon sur le CD de Lisette Oropesa consacré à des "Zarzuelas", avec l'orchestre symphonique de Madrid sous le label EuroArts.
- 2025 : CD consacré à Luis Bacalov avec Luis Bacalov lui-même au piano et à la direction. Concerto Grosso pour violon et orchestre, enregistré en 2014 avec l'OPMC sous le label OPMC Classics.